# 카리브 네덜란드

카리브 네덜란드의 위치

카리브 네덜란드의 깃발

카리브 네덜란드의 문장

카리브 네덜란드(네덜란드어: Caribisch Nederland, 파피아멘토어: Hulanda Karibe)는 네덜란드 왕국의 왕국 직할령으로, 보네르섬, 사바섬, 신트외스타티위스섬으로 구성되어 있다.
2010년 10월 10일 네덜란드의 자치령이자 네덜란드 왕국의 구성국이었던 구 네덜란드령 안틸레스에서 해외 영토로 분리된 퀴라소, 신트마르턴을 제외한 세 섬(보네르섬, 사바섬, 신트외스타티위스섬)으로 구성되어 있다. 세 섬의 머릿글자를 따서 BES 제도(네덜란드어: BES-eilanden)라고도 한다.

## 같이 보기
- 유럽 네덜란드
- 네덜란드령 카리브